# ヘッジホッグシグナル伝達経路

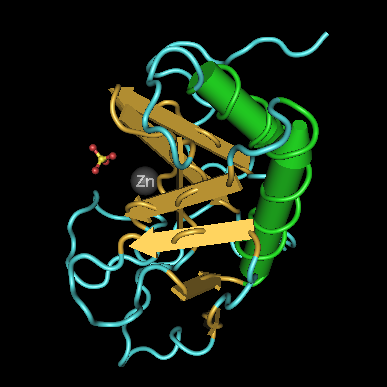
ソニック・ヘッジホッグの構造

ヘッジホッグシグナル伝達経路（- でんたつけいろ、英：Hedgehog signaling pathway）は、ヘッジホッグタンパク質を中心としたシグナル伝達経路である。
発生している胚では頭側・尾側、右側・左側などの位置が決定されそれに基づいてそれぞれ異なった発生過程をたどり、 またいくつかの分節を形成しそれぞれが異なった形に発達する。胚が正常に発生できるようにおのおのの細胞は「ヘッジホッグシグナル伝達経路」に基づいてこのような正しい位置情報を獲得する。すなわち、胚では場所に応じて異なった濃度のヘッジホッグシグナルを構成するタンパク質が見られるのである。
発生過程のみならず成体においてもこのシグナル伝達経路は働いている。 ここに異常が生じると、基底細胞癌のような疾患を発症する。
ヘッジホッグシグナル伝達経路は、動物の発生に関わる重要な経路の1つであり、ショウジョウバエからヒトにいたるまで保存されている。この経路の名前はショウジョウバエで見つかったヘッジホッグ（Hh）と呼ばれるペプチド分子に基づくが、この分子はショウジョウバエの胚の極性を決める遺伝子（セグメントポラリティー遺伝子）の1種である。ヘッジホッグは後期の胚発生や変態でも重要な役割を担っている。
哺乳類ではソニック・ヘッジホッグ、インディアン・ヘッジホッグ、デザート・ヘッジホッグの3種類のヘッジホッグホモログが知られているが、一番研究されているのは全身に発現が見られるソニック・ヘッジホッグである。ヘッジホッグシグナルは脊椎動物においても胚発生で重要な役割を担っており、例えば、この経路を構成する遺伝子を欠くノックアウトマウスでは、脳や骨、消化管、肺をうまく形成することが出来ないことが知られている。近年の研究によるとヘッジホッグシグナルは体性幹細胞の制御に関わっており、成人組織の維持や再生でも働いているとされる。加えて、腫瘍の進展にもこのシグナルが関係していることがわかってきており、製薬会社はヘッジホッグシグナルを標的とした抗腫瘍薬の開発に力を入れている。

## 発見
1970年代の発生生物学における根本的な疑問は、比較的単純な受精卵がいかにして体節制を構成するかというものであった。1978年になってエリック・ヴィーシャウスとクリスティアーネ・ニュスライン＝フォルハルトにより、ハエで体節の前後軸形成に関わる遺伝子の変異が特定され、さらに彼らが行った「飽和突然変異誘発法」により体節に関わる一連の遺伝子が発見された。そして、1995年に2人はエドワード・ルイスとともに、ショウジョウバエの胚発生に関わる遺伝子変異の研究に対しノーベル生理学・医学賞を受賞した。
ショウジョウバエのヘッジホッグ（hh）遺伝子はそれぞれの体節の前後の違いを決める遺伝子の1つとして、1992年に複数の研究室により独立にクローニングされたものである。いくつかのヘッジホッグ変異は野生型に比べて太くて短いずんぐりむっくりした胚となる。セグメントポラリティー遺伝子としてのヘッジホッグは、ハエの幼虫の正常な歯状突起の極性に対する影響のほかに、成虫の触角や脚の形の観点からもその機能が研究されてきた。
ちなみに普通の幼虫に比べ、ヘッジホッグに変異があるものは「隙間のない芝生状」の歯状突起を有するが、この毛が密集しずんぐりむっくりした幼虫がハリネズミ（英語でen:Hedgehog）を思わせることから、「ヘッジホッグ」という名前が付けられた。

## 進化・系統

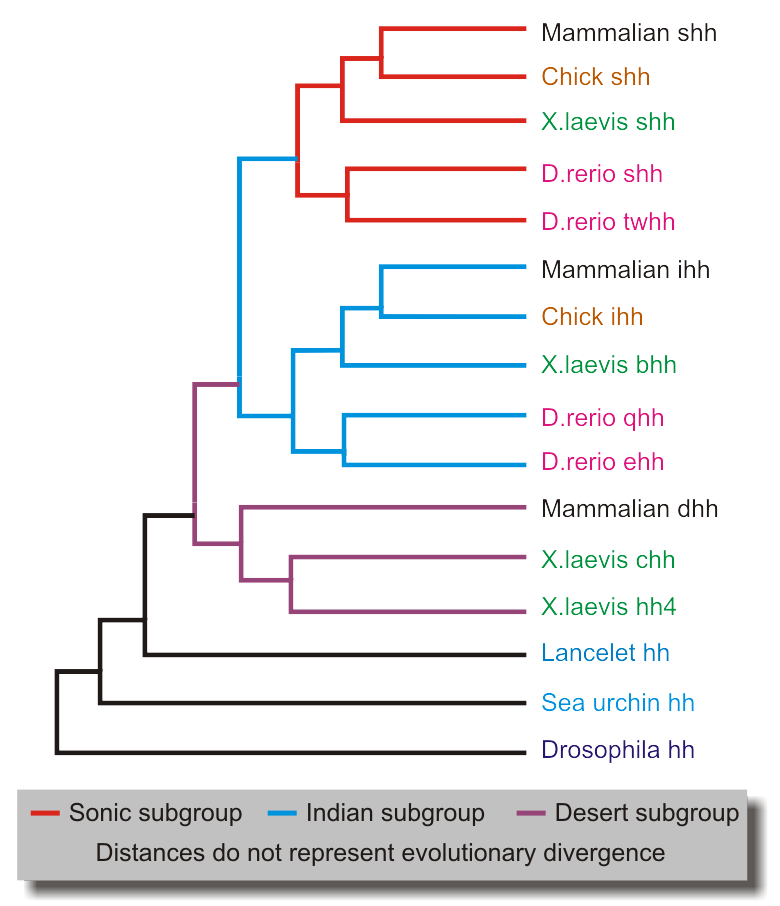
ヘッジホッグにおける系統発生上の関係(Ingham and McMahon, 2001).

ショウジョウバエのヘッジホッグは1種類しかないが、生物種によっては複数の種類のヘッジホッグがある。線虫ではヘッジホッグ様の遺伝子の他に、2つのPatchedのホモログ遺伝子とPatched関連遺伝子が存在しており、これらの遺伝子は線虫の発生を担っている 。線虫においてヘッジホッグやPatchedの関連遺伝子はとても多く、またSmoothenedホモログなしに機能することから、体腔動物やそれに類する動物はヘッジホッグのコレステロールやその感知機構が異なっていると考えられている。
原始的な脊索動物であるナメクジウオではヘッジホッグのホモログを1種類しか持たないが、脊椎動物になるとヘッジホッグにいくつかの種類が出てきており、哺乳類の場合、デザート・ヘッジホッグ、インディアン・ヘッジホッグ、ソニック・ヘッジホッグの3種類のヘッジホッグがそれぞれ別の遺伝子にコードされている。これはおそらく、脊椎動物の進化の早い段階で遺伝子の重複が起こったものと考えられている。この3つのヘッジホッグの中ではデザート・ヘッジホッグが一番ショウジョウバエのヘッジホッグに近い。生物種によっては、ヘッジホッグ遺伝子の重複がさらに起こっており、ゼブラフィッシュではソニック・ヘッジホッグに近いティギーウィンクル・ヘッジホッグという名のヘッジホッグがある。様々な種類の生物がその発生過程において独自にヘッジホッグを利用している。たとえば、アフリカツメガエルのbanded hedgehogのホモログは、サンショウウオでは脚の再生に関わっている。
SHHは霊長類からヒトにいたる進化の過程で発達していったが、このおかげでより複雑なタンパク質の制御が可能になり、大きくて複雑なヒトの脳につながって行ったのではないかとも考えられている。
Wnt受容体であるFrizzledファミリーはヘッジホッグシグナル経路を構成するSmoothenedと類似性があるが、Gタンパク質はSmoothenedの機能とはうまく結びつけられていない。実際、Smoothenedは配列の類似性からGタンパク質共役受容体（GPCR）スーパーファミリーの一員のように思われるし、Wntシグナル伝達経路とヘッジホッグシグナル伝達経路とのその他の類似性も概説されている。これらの類似性から、Wntシグナルとヘッジホッグシグナルの共通のルーツとして、脂質修飾を受けたタンパク質と特定の膜輸送体による古いシグナル伝達経路があったのではないかとも考えられている。
Smoothenedの下流に関しては無脊椎動物と脊椎動物の間でかなり違いが生じていることが指摘されており
、例えば、ショウジョウバエのSuppressor of Fused（SUFU）はたいした役割を持っていない一方で、脊椎動物ではその役割が増しており、その代わりショウジョウバエではCostal-2が重要な役割を担っている。プロテインキナーゼであるFusedはショウジョウバエではSUFUの制御因子であるが、脊椎動物ではほとんど働いていないともいわれる。また、脊椎動物ではヘッジホッグシグナルが繊毛と強く結び付いている点も無脊椎動物と異なっている。
ヘッジホッグ伝達経路の究極的な起源は、バクテリアがもつホパノイド（ステロイドの類似物質）の制御経路にまでさかのぼるという仮説が出されている。

## ショウジョウバエ

### 機序
昆虫細胞ではCubitus interruptus（Ci）というジンクフィンガー型転写因子を発現し、Costal-2（Cos-2）というキネシン様のタンパク質と複合体を形成して細胞質内の微小管に局在している。この複合体において全長のCi（155 kb）がプロテオソーム依存的に切断され、75 kbの断片（CiR）を生成する。CiRは核内に移行しヘッジホッグ（Hh）標的遺伝子の補助抑制因子として働く。 
Ciタンパク質の分解はプロテインキナーゼA（PKA）やGSK3β、CK1といったプロテインキナーゼによるリン酸化の過程を経る。そしてリン酸化されたCiはSCF複合体の構成要素であるSlimbと結合してユビキチン化を受けることになる。
ヘッジホッグタンパク質がない状態では、その膜受容体であるPatched（PTCH）が7回膜貫通タンパク質であるSmoothened（SMO）の発現と活性化を抑えている。一方、Patchedは12回膜貫通タンパク質であり、膜輸送体と相同性がある。細胞質外にHhが存在すると、HhがPatchedと結合しその働きを抑制することで、Smoothenedの発現を高めCiタンパク質の分解を抑えることができる。具体的には、この過程においてSmoothenedとCostal-2が直接相互作用をし、Ciタンパク質を含む複合体がCiの分解を防ぐミクロドメインへ隔離されるようである。Hhが結合したPatchedがいかにしてSmoothenedの働きを強化するかはよく分からないが、少なくともHhとPatchedの結合に伴い、その結合がないときに比べてSmoothenedの発現が大きく増加することがわかっている。加えてSmoothenedのリン酸化が、HhによるSmoothenedの制御に関わっていることが示唆されている。
HhによりPatchedが活性化された細胞では、CiRが減って全長のCiが細胞質内に蓄積し、デカペンタプレジック（Dpp）（BMPファミリーの1種）のような遺伝子が活性化される。Dppの場合はCiRが減少するだけで発現できるが、他の遺伝子はCiRの減少に加えて全長のCiが発現に必要である 。Costal-2は通常Ciタンパク質の折りたたみに必要であるが、SmoothenedとCostal-2の相互作用がCiの核内移行をある程度可能にする。Fused（Fu）はCostal-2に結合するキナーゼでありSupressor of Fused（SUFU）を抑制し、いくつかの細胞ではそれによってCiとの相互作用を可能にし転写を調節するとされる。

### 役割

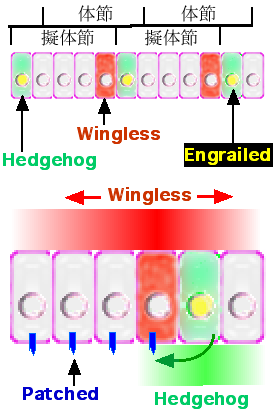
Winglessとヘッジホッグの相互作用。下図の青色はPatchedの発現を示す。

ヘッジホッグは幼虫の体節の発達と成虫の付属器官の形成に働いている。実際、発生段階にあるショウジョウバエの体節形成において、転写因子のEngrailedを合成し縞を作る細胞はヘッジホッグも発現しており、細胞間のクロストークを行う。ヘッジホッグタンパク質は遠くへ拡散できないのでヘッジホッグを作っているEngrailed発現細胞の近傍でしか働くことができない。また、Engrailed発現細胞の片側だけしかPatchedを発現しておらず、そちら側にある細胞のみがヘッジホッグシグナルを受けることができるのである。 
Patchedを介してヘッジホッグにより活性化された細胞はWinglessを産生することになり、もしショウジョウバエの胚の全細胞でヘッジホッグを作るように操作すると、それらが全て反応して広い範囲でWinglessを発現するようになる。Wingless遺伝子はその上流に、Hhに依存してCi転写因子が結合する調節領域があり、ヘッジホッグシグナルによりHh産生細胞の列の隣にある列の細胞においてWinglessの転写が増加する。
Winglessタンパク質は膜受容体のFrizzledを介して細胞外シグナルとして働き、近接する列の細胞に作用するが、特にEngrailedを発現している細胞に対してはその発現パターンを安定化する。WinglessはWntファミリーに属する細胞間のシグナル関連タンパク質で、ヘッジホッグと相互作用して、擬体節同士の境界を明瞭にする。各区画において他の縞に対するWinglessとヘッジホッグの効果こそが、頭尾軸に沿った身体構造上の距離を表す位置の指標を作り出す。
Winglessタンパク質の名前の由来はその変異体が「羽のない」表現型を示したことに基づいている。これはWinglessとヘッジホッグが相補的にショウジョウバエの変態において羽の形成に関わっていることによる。ヘッジホッグは発生中のショウジョウバエの脚の後部において発現するだけでなく、眼や脳、性腺、消化管、気管において発現し、その発生に関わっている。

## 脊椎動物

### 機序

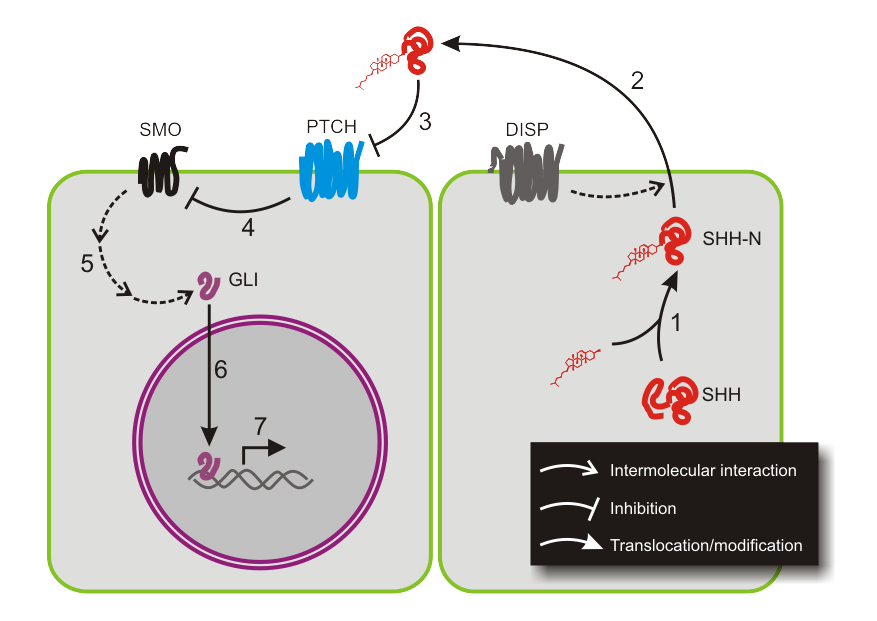
ソニック・ヘッジホッグのシグナル経路の概要 詳細な図はこのリンクから

脊椎動物においてソニック・ヘッジホッグ（SHH）はヘッジホッグの中で一番よく研究されたリガンドであり、ヘッジホッグシグナルのほとんどがソニック・ヘッジホッグに関するものである。ソニック・ヘッジホッグは最初45kDaほどの前駆体として翻訳され、自触媒反応的に切断されてN末端側20kDaのシグナルドメイン（SHH-N）とC末端側25kDa（SHH-C）に分かれる。この切断に際してコレステロール分子がSHH-NのC末端側に付加され、細胞外への放出や受容体との相互作用を行うようになる。ソニック・ヘッジホッグには自己分泌作用があり、それ自身が細胞にその産生を促す。細胞外放出やそれに続くヘッジホッグシグナルの傍分泌的作用はDispatchedを必要とする。
SHHが標的細胞に到達すると受容体であるPatched-1（PTCH1）に結合する。SHHがない状態ではPTCH1はSmoothened（SMO）を阻害し、その下流の経路を抑制する。ある研究によると、PTCHは低分子やSMOの膜局在を調節することによって、その活性を制御しているという。PTCH1はニーマン・ピック病C1型の原因タンパク質であり、細胞膜における疎水性分子の輸送に関わるNPC1と相同性がある。PTCH1はステロールセンシングドメイン（sterol sensing domain: SSD）を有し、これがSMOの制御に重要な役割を果たしている。いま考えられている仮説では、PTCHがSMOからオキシステロールを取り去ることによってSMOを調節するとされている。つまり、PTCHが7-デヒドロコレステロールレダクターゼによって作られたオキシステロールをはき出すステロールのポンプのようなものとして働くとされ、そしてHhがPTCHに結合したり、SSDに変異が生じるとポンプが働かなくなり、SMOの周辺にオキシステロールが蓄積すると考えられている。

現在想定されているヘッジホッグとPTCH1を介したSMOの制御機構。

このステロールの蓄積より、SMOは活性化ないし膜に長時間留まることが出来ると考えられている。この説は低分子でSMOにアゴニストやアンタゴニストとして働くものが多いという事実に支持されている。ShhによりSMOへの抑制がなくなると、GLI転写因子を活性化する。GLIには活性化型のGli1、Gli2と抑制型のGli3があるが、SMOからGLIファミリーにいたる一連の分子機構はあまりよくわかっていない。活性化したGLIは核に蓄積し、ヘッジホッグの標的遺伝子の転写を制御する。最近の研究によるとPTCH1はSmoothenedに依存的にヘッジホッグ標的遺伝子を抑制しているという。
哺乳類ではPTCH1に加えて54%の相同性をもつPTCH2というヘッジホッグ受容体がある。3種類のヘッジホッグは全て、PTCH1とPTCH2に同じ親和性で結合するので、ヘッジホッグ同士での区別はなされていない。ただし、発現のパターンは異なっており、例えばPTCH2は精巣においてとりわけ高いレベルで発現しており、デザート・ヘッジホッグのシグナル伝達に関わっているが、PTCH2はシグナル伝達の下流においてPTCH1とは違うとされている。また、ヘッジホッグリガンドがない場合のPTCH2のSMO抑制能力はPTCH1に比べて弱い。加えて、PTCH2を過剰発現させても基底細胞癌で見られる変異が入ったPTCH1には及ばないことが知られている。
脊椎動物でもショウジョウバエと同じようにPTCHにヘッジホッグがリガンドとして結合するとリガンドの隔離と内在化が起きる。その結果in vivoでは、受容体を発現している受容領域において一連のヘッジホッグシグナルが自らのシグナルを弱めることになる。一方、ショウジョウバエと異なるのは、脊椎動物にはヘッジホッグ相互作用タンパク質1（Hedgehog-interacting protein 1: HHIP1）という分子がありこれがヘッジホッグシグナルの調節に関わっている点である。このHHIP1はPTCHと同じようにヘッジホッグリガンドの隔離に働くが、PTCHと異なるのはSMOに対しては何も働かない点である。

### 役割

ソニック・ヘッジホッグが哺乳類においてどれがどの指になるかを決めている。赤色の点がソニック・ヘッジホッグの下流が発現している部位を表す。

ヘッジホッグファミリーは様々な発生の段階で中心的な役割を担っている。最もよく知られた例が発生中の脊椎動物の四肢における役割であり、SaundersとGasselingが1968年に行ったニワトリの肢原基に関する古典的実験がモルフォゲンの概念の基礎を作った。この実験では、ニワトリの肢の指が指として決定づけられるのは肢の後縁にある極性化活性帯（ZPA）という小さな組織領域が産生する拡散性の因子によることが明らかにされ、哺乳類も同様の機構によって発生すると考えられた。この拡散性の因子がソニック・ヘッジホッグであった。しかしながら、いかにしてソニック・ヘッジホッグがそれぞれの指を決定づけるかは最近まで詳細にされることはなかった。最近の理論によると、マウスの胚において、ソニック・ヘッジホッグの濃度とどれだけ暴露されたかという時間がどの指になるかを決めているという。
第5指、第4指それに第3指の一部はSHHを発現している細胞から直接生じてくる。これらの細胞では、Shhのシグナルが自己分泌（オートクリン）の形式により分泌され細胞外でのリガンド拡散により濃度勾配が形成される。そしてDISP（Dispatched）がない条件下でその濃度勾配に従いこれらの指が正常に発達するのであり、すなわち、どれがどの指になるかはShhにどれだけ長い時間さらされたかで決定される。具体的には、一番後ろ側にある第5指が最も長く、第4指がそれより短く、第3指がさらにそれより短い時間Shhにさらされる一方、第2指はShhのわずかな細胞外濃度にさらされているのみである。それに対し第1指はShhを必要とせず、これはある意味で肢芽細胞のプログラムの初期設定値ともいえる。
ヘッジホッグシグナルは発生段階にとどまらず、成体においても重要な役割を担っている。ソニック・ヘッジホッグは、造血幹細胞や、乳腺や神経系の幹細胞など様々な組織の体性幹細胞を増殖に導くことが知られている。このほか、毛包が休止期から成長期に移行する際にもヘッジホッグシグナルが必要となる。

### ヒトでの関連疾患
胚発生において有害な変異であれ、母体における催奇形物質の蓄積であれ、ヘッジホッグシグナルを錯乱することは重篤な発達異常につながりうる。前脳が2つの大脳半球うまく分かれない全前脳胞症は実際、出生16,000例のうち1例、流産も含めば200例に1例の割合で起きるが、その一部ではShhやPTCHを含むヘッジホッグ関連遺伝子に変異が見られる。バイケイソウの1種であるVeratrum californicumに含まれるアルカロイドはSmoothenedを阻害する働きがあり、これを妊娠したヒツジが食べると、その子どもが全前脳胞症の最も著しい形である単眼症（Cyclopia）を呈するため、そのアルカロイドにシクロパミンという名前が付けられた。
脳腫瘍、肺癌、乳癌、前立腺癌、皮膚癌など様々な臓器の癌においてヘッジホッグシグナルが活性化されていることが知られているが、その中でも皮膚の一般的な悪性腫瘍である基底細胞癌はヘッジホッグシグナルととりわけ密接な関係がある。事実、基底細胞癌の腫瘍細胞ではPTCH1の不活性化(Loss-of-function)やSmoothenedの活性化が見られる。すなわち、このシグナル伝達経路を活性化されることで体性幹細胞ががん幹細胞に変わり、腫瘍になっていくと考えられている。そのため、ヘッジホッグシグナル伝達経路を特異的に阻害する薬剤が、様々なタイプの悪性腫瘍に対する効果的な治療になるのではないかと期待されている。

#### 標的
ヘッジホッグシグナル伝達経路におけるもっとも一般的な標的はSmoothened(SMO)であり、これに対するアゴニストやアンタゴニストによりシグナルの下流に影響を与えることが出来る。この他、PTCH1に対する抗体やGli3に対する抗体もこのシグナル経路に効果を発揮する。また、Gliに対するsiRNAも細胞の成長を阻害し、アポトーシスを誘導することが知られる。

#### 腫瘍転移関連
ヘッジホッグシグナルの増強はSnailの発現を高めるとともにE-カドヘリンや密着結合を弱める 。加えて、血管新生にも関わっており、これらにより遠隔転移に有利な環境が生まれるようである。

#### 腫瘍制御
ヘッジホッグシグナルの活性化ではアンジオポエチンのような血管新生因子や、サイクリン（サイクリンD1、サイクリンB1）、アポトーシス抑制遺伝子の増強とFasのようなアポトーシス遺伝子の抑制が生じる。

#### 臨床試験
- ビスモデギブ[51][52]
- Video Presentation from AACR.org